# Herrschaft Jever
Die Herrschaft Jever war ein Territorium des Heiligen Römischen Reiches. Es war zunächst bei der Einteilung des Reiches in Reichskreise unberücksichtigt geblieben, wurde aber 1548 dem Burgundischen Reichskreis angeschlossen.
Die Herrschaft Jever erstreckte sich westlich der Innenjade im Osten der Ostfriesischen Halbinsel und grenzte im Süden an die Grafschaft Oldenburg und im Westen an die Grafschaft Ostfriesland. Sie bildete sich im 15. Jahrhundert aus den drei Gauen Rüstringen, (genau: dem „Viertel Bant“ von Rüstringen), Östringen und Wangerland sowie der Insel Wangerooge. Residenzstadt war die Stadt Jever. Sie umschloss die Herrschaft Kniphausen, die erst 1858 zum Amt Jever kam. Das Wappen bestand aus einem goldenen, gekrönten Löwen auf blauem Grund.
Die nördliche Hälfte des heutigen Landkreises Friesland, das sogenannte Jeverland, lässt sich territorialgeschichtlich auf die Herrschaft Jever zurückführen.

## Geschichte

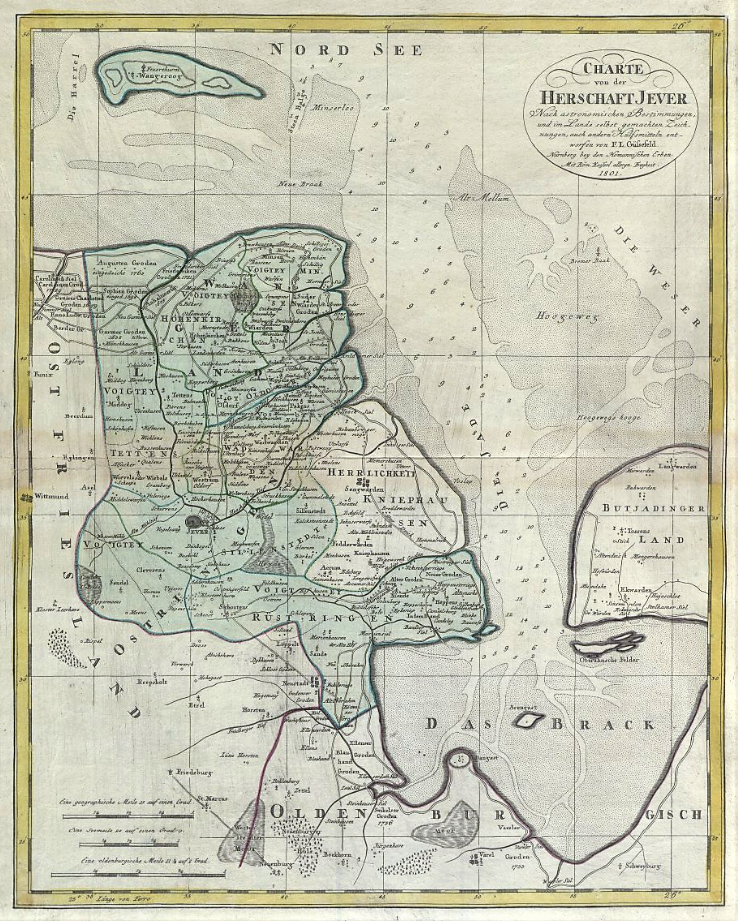
Karte der Herrschaft Jever, 1801

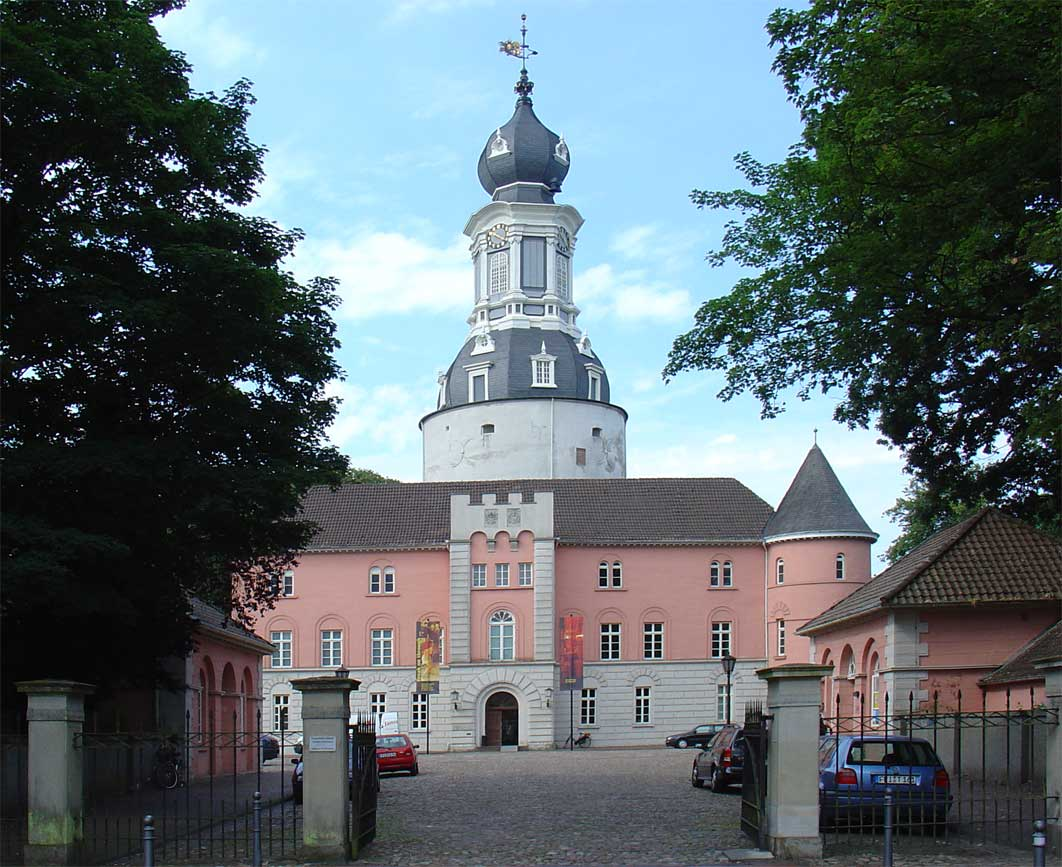
Schloss Jever

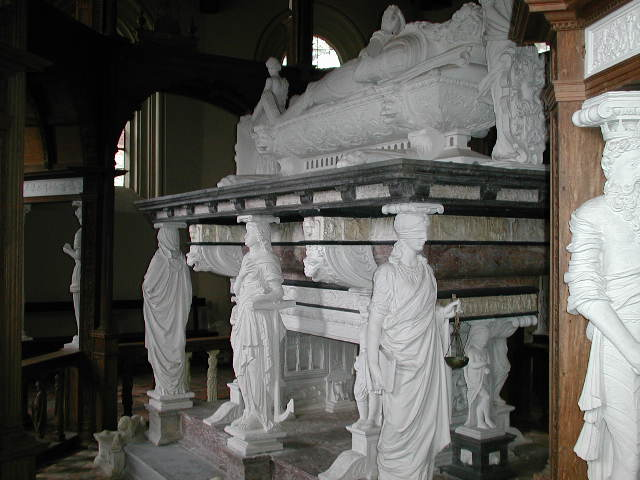
Grabmal Edo Wiemkens (d. J.) in der Stadtkirche zu Jever

Im Jahre 1359 soll es Edo Wiemken dem Älteren gelungen sein, die Herrschaftsbereiche der drei Häuptlinge in Rüstringen, Östringen und Wangerland, die auch hier die Zeit der sogenannten Friesischen Freiheit beendet hatten, unter seiner eigenen Regentschaft zu vereinigen (mittlerweile ist dies in der geschichtswissenschaftlichen Diskussion umstritten, und wahrscheinlich gelang die dauernde Einigung der „jeverländischen“ Gebiete erst im 15. Jahrhundert). In den folgenden 200 Jahren verblieb Jever unter der Herrschaft seiner Nachkommen, denen es gelang, die Herrschaftsansprüche der erstarkenden Grafen von Ostfriesland aus der Familie der Cirksena, die die dortige lokale Häuptlingsherrschaft beendet hatten, abzuwehren und sich von der weiteren politischen Entwicklung der Grafschaft Ostfriesland abzusondern. Ab 1428 wurde die zerstörte Burg in Jever als Schloss Jever wieder aufgebaut und diente fortan den Häuptlingen der Herrschaft Jever als Residenz.
Von 1517 bis 1531 stand das Gebiet unter starkem politischem Einfluss der Grafschaft Ostfriesland, da der einzige männliche Erbe des vorigen Regenten Edo Wiemken des Jüngeren, Christoph, im Alter von 18 Jahren plötzlich verstorben war und eine Tochter Edos, Maria von Jever, mit dem Erben des Grafen Edzard des Großen, Enno, verlobt wurde. Dieses Heiratsversprechen wurde endgültig im Jahre 1530 mit der Eheschließung zwischen Enno II. und Anna von Oldenburg gebrochen. Zuvor war es Enno in einer handstreichartigen Aktion gelungen, die nominell herrschenden Erbfräulein Maria und Anna von Jever im Jahre 1527 in ihrer Burg zu Jever gefangen zu nehmen.
Die in der Herrschaft Jever geprägten Symbol- oder Sinnbildtaler, insbesondere die Danielstaler Marias, zeigen in sinnbildlicher Darstellung diese Gefangennahme. Die Taler zeigen die ostfriesische Häuptlingstochter Maria von Jever als Daniel in der Löwengrube. Die Löwen versinnbildlichen die Grafen von Ostfriesland und der von einem Engel geführte Prophet Habakuk den Verlobten Marias, Boing von Oldersum, der die ostfriesische Besatzung mit Hilfe von braunschweigischen Söldnern vertrieb.
Nachdem 1531 aber die Besatzer vertrieben werden konnten, beschlossen am 12. April 1532 Anna und Maria, das zuvor als Allod bestehende Herrschaftsgebiet Jever dem Herzogtum Brabant und der Grafschaft Holland, die sich in der Hand Kaiser Karls V. befanden, als Lehnsgebiet unterzuordnen und damit die Reichsunmittelbarkeit aufzugeben. Infolgedessen wurde die Herrschaft Jever 1548 auf dem Reichstag in Augsburg dem Burgundischen Reichskreis zugeordnet. 1573 setzte die verbliebene Regentin, Erbfräulein Maria, ihren Cousin Graf Johann VII. von Oldenburg entgegen den Ansprüchen des ostfriesischen Grafen testamentarisch als Erben ein. Der Brüsseler Hof als Lehnsherr stimmte dieser Verfügung zu. Graf Edzard II. von Ostfriesland hielt nach Marias Tod im Jahre 1575 seine Herrschaftsansprüche aufrecht, die aber am 12. August 1588 endgültig durch Urteil des Brabanter Lehenhofs abgewiesen wurden. Seitdem war die Herrschaft Jever durch den gleichen Landesherrn (Personalunion) mit der Grafschaft Oldenburg verbunden.
Der Sohn und Nachfolger Graf Johanns VII., Anton Günther von Oldenburg, legte testamentarisch fest, dass nach seinem Tode die Herrschaft Jever an seinen Neffen, den Fürsten Johann von Anhalt-Zerbst fallen sollte. Die Herrschaft Kniphausen sollte sein unehelicher Sohn Anton I. von Aldenburg erhalten. 1667 starb Anton Günther, und die gräflich-oldenburgische Linie des Hauses Oldenburg hatte keinen legitimen männlichen Erben. Der dänische König Christian V., der Mitglied einer oldenburgischen Nebenlinie war und die Grafschaft Oldenburg erbte, erhob ebenfalls Anspruch auf die Herrschaft Jever, die er 1675 besetzen ließ.
Der französische König Ludwig XIV., der zwischenzeitlich den Titel des Herzogs von Burgund erworben hatte und daraus die Lehnsoberhoheit über Jever beanspruchte, unterstützte ihn, indem er ihn 1682 formell mit der Herrschaft Jever belehnte. Die Beamten des Fürsten von Anhalt-Zerbst wurden vertrieben. Anhalt-Zerbst legte auf dem Reichstag Protest ein. Am 16. Julijul. / 26. Juli 1689greg. konnte man sich in Kopenhagen auf einen Vergleich einigen. Anhalt-Zerbst erhielt die Herrschaft Jever als reichsunmittelbares Gebiet zurück und konnte seine Anwartschaft auf die Herrschaft Kniphausen wahren, musste aber dafür andere Landstriche, die Dänemark beanspruchte, abgeben und einen Betrag von 100.000 Talern entrichten.
In den Jahren zwischen der Ersten Katharinenflut 1685 und der Weihnachtsflut 1717 war Jever von schweren Flutkatastrophen betroffen. Der letzte Fürst von Anhalt-Zerbst, Friedrich August, vermietete während des Amerikanischen Unabhängigkeitskrieges jeversche Soldaten an Großbritannien.
Als die Linie Anhalt-Zerbst im Jahre 1793 ausstarb, wurde die Herrschaft Jever aufgrund ihres Status als Kunkellehen nicht in die Zerbster Teilung mit einbezogen, sondern fiel 1793, zunächst das Allodium betreffend, an die nächste Verwandte, die russische Zarin Katharina II. (die Große), die damit nun Landesherrin von Jever wurde. Als Statthalterin wurde von Katharina die Witwe des letzten Zerbster Fürsten, Friederike Auguste Sophie, eingesetzt, die diese Funktion bis 1806 innehatte. Zar Alexander I. trat die Herrschaft Jever am 7. Juli 1807 im Frieden von Tilsit an das unter napoleonischer Vorherrschaft stehende Königreich Holland ab und eroberte sie im November 1813 wieder zurück. Zwischenzeitlich war das Gebiet von 1810 bis 1813 ein Teil des Kaiserreichs Frankreich gewesen und hatte zum Département Ems-Oriental gehört.
Nach dem Rückzug der napoleonischen Truppen trat 1813 Russland wieder in seine Rechte ein, gab die Herrschaft Jever aber 1818 an das Großherzogtum Oldenburg ab. Sie wurde jetzt nicht mehr, wie durchgehend bis 1807, in Personalunion regiert, sondern mit dem oldenburgischen Staat vereinigt und als Amt verwaltet. Nach 1814 gab es auf dem heute „Jeverland“ genannten Gebiet außer dem Amt Jever noch die Ämter Tettens und Minsen (Sitz Hooksiel) und die Herrschaft Kniphausen (ab 1854 ebenfalls oldenburgisches Amt). Auf Grund einer Verwaltungsreform wurden diese Ämter 1858 im Amt Jever zusammengefasst (ohne Wilhelmshaven), ab 1879 „Verwaltungsamt Jever“. Dazu gehörten die Kirchspiele Accum, Fedderwarden, Heppens, Hohenkirchen, Kleverns, Middoge, Minsen, Neuende mit Bant, Oldorf, Pakens, Sande, Schortens, Sengwarden, Sillenstede, St. Joost, Tettens, Waddewarden, Wangerooge, Westrum, Wiarden, Wiefels und Wüppels.
1902 wurde die aus den Landgemeinden Bant, Heppens und Neuende gebildete Stadt Rüstringen ausgegliedert. Die Ämter Jever und Varel wurden 1933 zum „Amt Friesland“ mit Sitz in Jever vereinigt, ab 1939 der „Landkreis Friesland“. 1946 wurde dieser Landkreis in das neu gegründete Land Niedersachsen einbezogen.
Dem Landkreis Friesland wurde im Zuge der niedersächsischen Gemeindereform 1972 die zuvor ostfriesische Gemeinde Gödens (vormals Landkreis Wittmund) zugeschlagen, die in die Gemeinde Sande eingemeindet wurde. Im Zuge der niedersächsischen Kreisreform wurde der Landkreis Friesland am 1. August 1977 aufgeteilt: Der nördliche Teil wurde einem neuen Landkreis Friesland mit Sitz in Wittmund zugeschlagen, der südliche Teil dem Landkreis Ammerland. Auf Beschluss des Niedersächsischen Staatsgerichtshofes in Bückeburg wurde der alte Landkreis Friesland wiederhergestellt, nachdem der aufgelöste Landkreis Friesland und die Stadt Jever Klage gegen das Reformgesetz erhoben hatten. Neustadtgödens verblieb bei der Gemeinde Sande und damit beim Landkreis Friesland.

## Verfassungsentwicklung
Die Landstände von Jever konnten unter der Herrschaft der autochthonen Wiemkens, der Grafen zu Oldenburg, der Fürsten zu Anhalt-Zerbst und des russischen Kaiserhauses ihre Vorrechte bewahren. Erst König Louis Bonaparte von Holland hob diese auf.

## Liste der Herren von Jever
- Zeit der Redjeven (bis ca. 1380)
- Haus Wiemken 1380–1575

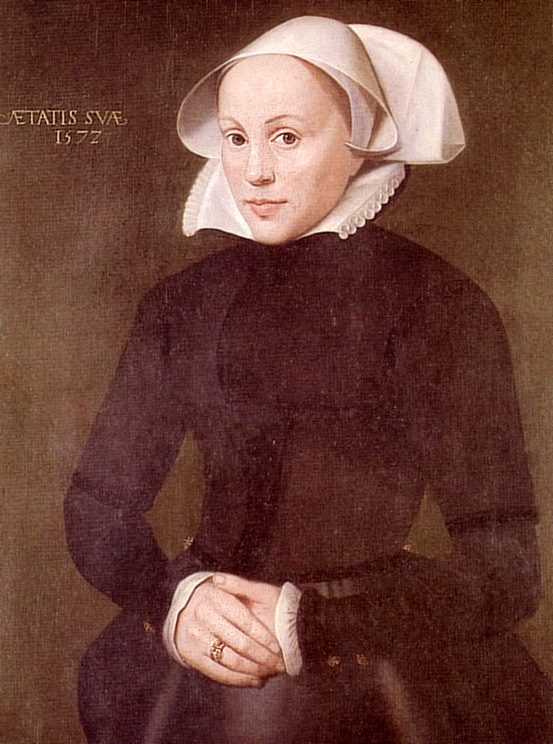
Maria von Jever

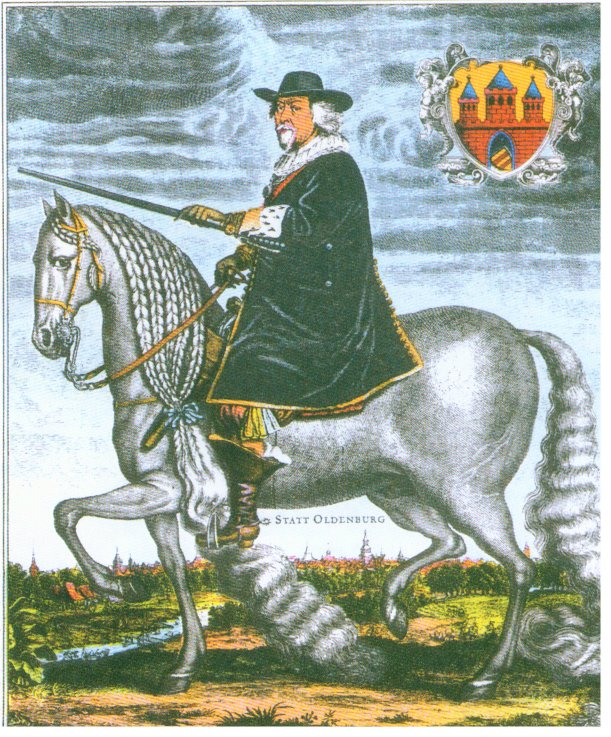
Graf Anton Günter auf seinem Apfelschimmel

Zarin Katharina II.

  - Edo Wiemken der Ältere (1358–1410)
  - Sibet Papinga (1410–1433)
  - Hayo Harlda (1433–1438)
  - Tanno Duren (1438–1468)
  - Hajo (Jever) (1468)
  - Edo Wiemken der Jüngere (1468–1511)
  - Christoph (1511–1517)
  - Anna (1517–1536)
  - Maria von Jever (1517–1575)
- Personalunion mit Oldenburg 1575–1667
  - Johann VII. (1575–1603)
  - Anton Günther (1603–1667)
- Personalunion mit Anhalt-Zerbst 1667–1793
  - Johann (1667)
  - Karl Wilhelm (1667–1718)
  - Johann August (1718–1742)
  - Johann Ludwig II. von Anhalt-Zerbst(-Dornburg) (1742–1746)
  - Christian August (1742–1747)
  - Friedrich August (1747–1793)
- Personalunion mit Russland 1793–1807
  - Katharina II. (1793–1796) (Schwester von Friedrich August von Anhalt-Zerbst)
  - Paul I. (1796–1801)
  - Alexander I. (1801–1807)
    - Friederike Auguste Sophie von Anhalt-Zerbst als Verwalterin im Auftrage der russischen Krone von 1793–1807
- 1807–1810 war Jever von Holland, 1810–1813 von Frankreich annektiert
- Personalunion mit Russland 1813–1818
  - Alexander I. (1813–1818)
- danach zum Großherzogtum Oldenburg